# Navicula
Navicula is een geslacht van algen, zo genoemd vanwege hun vorm, die lijkt op die van een bootje. Het geslacht behoort tot de diatomeeën of kiezelwieren. De wetenschappelijke naam is in 1822 gepubliceerd door Jean-Baptiste Bory de Saint-Vincent.
Het zijn microscopisch kleine, eencellige algen. Ze zijn langwerpig elliptisch, symmetrisch in de lengte, zodat ze in bovenaanzicht een bootvorm vertonen. Ze komen over de hele wereld voor, zowel in zoet water als in brak of zeewater.
Er zijn in de loop der jaren meer dan duizend Navicula-soorten beschreven. Vele daarvan zijn later ondergebracht in een tiental nieuwe geslachten, waarna het geslacht Navicula sensu stricto nog meer dan driehonderd soorten omvatte, waarvan vele kosmopolitisch zijn.
Er worden regelmatig nieuwe Navicula-soorten ontdekt. In 2015 werden nog twee nieuwe soorten beschreven uit West-Europa: N. sanctamargaritae Beauger, ontdekt in een aantal bronnen in het Franse Centraal Massief, en N. flandriae B. Van de Vijver & A. Mertens, ontdekt in de rivieren van het Meetjesland in Vlaanderen.